# Joakim Blom
Joakim Blom (* 16. März 1976 in Västerled) ist ein ehemaliger schwedischer Basketballspieler.

## Leben
Blom spielte beim Verein Akropol BBK im Großraum Stockholm und danach von 1993 bis 1998 für die Södertälje Kings in der ersten schwedischen Liga. Zur Saison 1998/99 wechselte der 2,11 Meter große Innenspieler zu ASVEL Lyon-Villeurbanne nach Frankreich. Dort blieb Blom drei Jahre, wobei er seine besten statistischen Werte während seiner ASVEL-Zeit 1998/99 verbuchte, als er 6,7 Punkte pro Spiel erzielte.
Von 2001 bis 2006 stand der Schwede in der Basketball-Bundesliga in Braunschweig unter Vertrag; die Mannschaft änderte in dieser Zeit aufgrund wechselnder Sponsoren mehrfach den Namen. Er stand in 155 Bundesliga-Spielen für die Niedersachsen auf dem Feld, seine beste Saison in Braunschweig was das Spieljahr 2002/03, als ihm in 34 Spielen Mittelwerte von 14,1 Punkten sowie 5,1 Rebounds gelangen.
2006 kehrte Blom in sein Heimatland zurück und verstärkte fortan den Erstligisten 08 Stockholm. Bis 2014 vertrat er die Farben des Hauptstadtvereins und lieferte durchgehend zweistellige Punktewerte ab. In der Saison 2006/07 wurde Blom vom Nachrichtendienstleister eurobasket.com zum besten einheimischen Spieler der schwedischen Liga gewählt. Er galt als guter Distanzschütze, der über Verlässlichkeit verfügte, aber Schwächen in der Verteidigung aufwies.

### Nationalmannschaft
Blom bestritt 126 A-Länderspiele für Schweden und erzielte in diesen im Schnitt 9,2 Punkte pro Partie.